# IC 15
IC 15 ist eine Balken-Spiralgalaxie vom Hubble-Typ (R)SABb? im Sternbild Walfisch südlich der Ekliptik. Sie ist schätzungsweise 621 Millionen Lichtjahre von der Milchstraße entfernt und hat einen Durchmesser von etwa 75.000 Lj. 

Im selben Himmelsareal befinden sich u. a. die Galaxien IC 21 und IC 25.
Das Objekt wurde am 27. August 1892 vom französischen Astronomen Stéphane Javelle entdeckt.